# Калибо
Кали́бо (таг. Kalibo) — муниципалитет I класса и административный центр провинции Аклан, Филиппины, на северо-западе острова Панай. Главный транспортный узел для посещения курорта Боракай через аэропорт Калибо. Город известен фестивалем Ати-Атихан и мангровым лесом в пригороде — эко-парк Бакхаван. В 2010 году население города составило 74 619 человек.

## Этимология

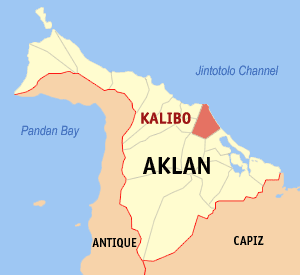
Калибо на карте провинции Аклан

Слово Калибо происходит от акланонского «sangkâ líbo» («тысяча»), что по общему мнению считается родным народа аэта, который присутствовал на первой католической мессе. Калибо изначально писался как «Calivo».
Изначально город Калибо назывался жителями «akean», что похоже с названием реки поблизости. Слово akean обозначает пение текущей воды от корня слова акаэ, означающее «кипеть». Акаэ-акаэ означает «пузырь» или «кипеть», или «сделать звук булькание или кипячение» на акланонском языке.
Испанцы чередовали названия Аклан и Calivo для обозначения города. Кроме этих двух названий используются и другие, такие как Calibo, Daclan, Adan, и Calibog.

## История
В 1569 году Мигель Лопес де Легаспи основал город с населением 2000 человек, из которых 500 он завербовал, чтобы помочь покорить остальные части Филиппин. 3 ноября 1571 года город стал колонией энкомьендой и 22 апреля 1581 году город отметился приходом августинского ордена. Во время испанской эры Калибо был частью провинции Капис.
23 марта 1897 года девятнадцать акланских мучеников (англ.) были казнены испанским колониальным правительством за их роль в Филиппинской революции.
Город был затронут Второй мировой войной. 8 ноября 1956 года была создана провинция, центром которой стал Калибо. В начале 21-го века конгрессмен Аклана, Флоренсио Мирафлорес, представил законопроект, в котором предлагалось предоставить Калибо статус города, но пока это не случилось.
18 ноября 2008 года Верховный Суд Филиппин удовлетворил ходатайство Лиги филиппинских городов об аннулировании статуса города 16 городам, в том числе и Калибо, чьи статусы были приняты ранее в ходе 11-го съезда.

## Барангаи
Калибо административно подразделяется на 16 барангаев.
| Барангай       | Численность |
| -------------- | ----------- |
| Andagaw        | 12 607      |
| Bachaw Norte   | 2031        |
| Bachaw Sur     | 2688        |
| Briones        | 1246        |
| Buswang New    | 9231        |
| Buswang Old    | 2420        |
| Caano          | 1488        |
| Estancia       | 8672        |
| Linabuan Norte | 4058        |
| Mabilo         | 2298        |
| Mobo           | 1939        |
| Nalook         | 2879        |
| Poblacion      | 11 018      |
| Pook           | 5010        |
| Tigayon        | 4648        |
| Tinigaw        | 2386        |

## Экономика
Главной отраслью Калибо является сельское хозяйство, основанное на рисе, кокосах и тканях «пайна» (англ.) и «абака». Также частью экспорта являются сумки, изготовленные из листьев корифы.
Ткань города Калибо использовалась в 1996 году во время саммита АТЭС на Филиппинах, когда мировые лидеры надели ананасовый шелк Баронг Тагалог во время обязательной фотосессии.
Калибо также имеет мясо-перерабатывающую промышленность, которая производит чоризо, суфле и другие мясные продукты.
Пик туризма в Калибо приходится на время фестиваля Ати-Атихана, который отмечается во второй неделе января с кульминацией в третье воскресенье месяца.

## Культура

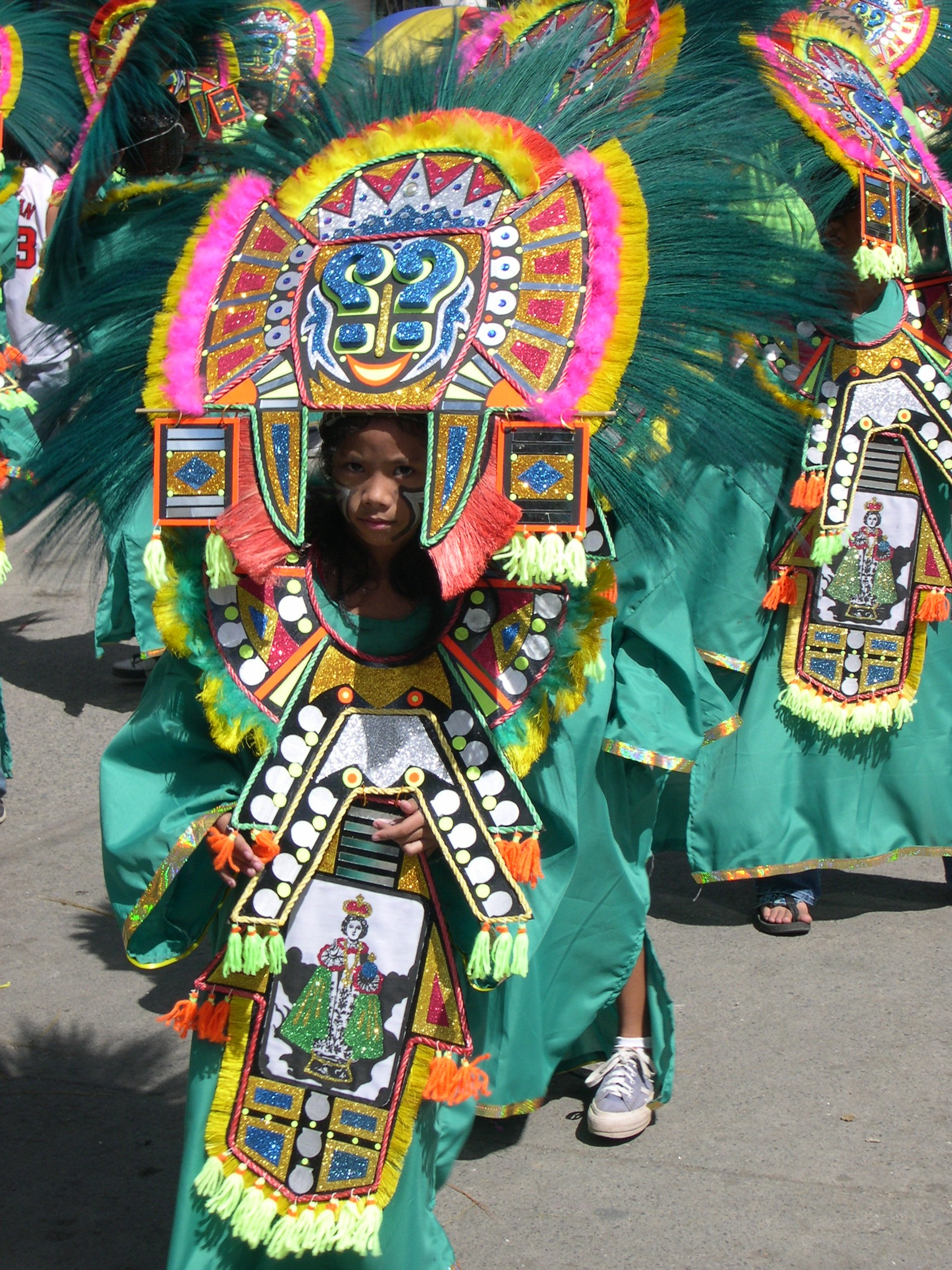
Ати-Атихан в 2007 году

### Фестиваль Ати-Атихан
Ати-Атихан в Калибо — это праздник, отмечаемый каждую вторую неделю января и завершаясь на третье воскресенье месяца. Празднующие мажут себя сажей либо любым красящим в чёрный цвет веществом для того, чтобы выглядеть как аэти. Считается, что Ати-Атихан проводится с 1212 года.

### Достопримечательности
Достопримечательности включают реку Аклан, которая течет в город и даёт названия одноимённой провинции. В пределах города лежит Храм Свободы в память ветеранов второй мировой войны и исторический музей Museo it Akean. За городом расположен эко-парк Бакхаван - 220 гектаров мангровых лесов - результат проекта по лесовосстановлению, начатый в 1990 году в барангае Buswang New.

## Транспорт

### Воздушный
Продолжительность авиаперелёта в Калибо из Манилы составляет около 45 минут и выполняются четырьмя авиакомпаниями: Philippine Airlines, Cebu Pacific, AirAsia Zest и PAL Express. Во время фестиваля Ати-Атихан количество рейсов увеличивается.
PAL Express также предлагает рейсы до городов Пекин, Пусан и Сеул. Авиакомпания AirAsia Zest совершает рейсы в города Австралии, Китая, Малайзии, Южной Кореи.
Калибо является главным пересадочным узлом на Боракае. Международный аэропорт Калибо расположен примерно в десяти минутах езды от главной площади города.

### Морской
Недалеко от Калибо имеется четыре порта. Порт New Washington расположен в 20 минутах езды от Калибо, до порта Dumaguit можно добраться за час. Порт Batan доступен через Dumaguit и Altavas, в то время как порт Malay в двух часах езды. Время в пути из Манилы в Аклан составляет от 14 до 18 часов.
Причал порта Катиклан является частью ролл-ролл-офф - мощной системы морского пути, которая соединяет Висайские острова, Лусон и Минданао, которая проходит через Калибо до Капис или Ромблон. Пристань находится в барангай Pook.

### Наземный

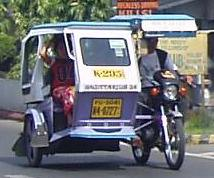
Трайсикл с 7-местной коляской.

Общественный транспорт представлен трайсиклом, такси, мультикабом и джипни.
Калибо расположен в 158 километрах от города Илоило, в 86 километрах от городаРохас и в 182 километрах от Сан-Хосе, Антиквариат. До соседних городов можно добраться автобусом либо маршрутным такси. Время поездки в Катиклан в диапазоне от 50 до 90 минут в зависимости от вида транспорта.
Общественный транспорт
На улицах Калибо доминирует трайсикл и является основным видом общественного транспорта. Калибо имеет свою собственную версию дизайна трайсикла, который может вместить до 8 пассажиров. Дизайн был также принят в остальной части провинции Аклан и некоторых частях провинции Антике. Всего зарегистрировано 3500 трайсиклов, которые распределяются по следующим маршрутам:
| Номер маршрута | Цвет               | Зона действия                                                                    | Терминал                           |
| -------------- | ------------------ | -------------------------------------------------------------------------------- | ---------------------------------- |
| 1              | Зеленый            | Osmena Avenue, Estancia, Tinigao, Tigayon, Linabuan Norte                        | Kalibo Public Market               |
| 2              | Синий              | Andagao, New Buswang, Old Buswang, Bakhaw Sur, Bakhawan Eco-Park                 | RC Supermart; Gaisano( to Andagao) |
| 3              | Оранжевый          | Cardinal Sin Avenue, Pook, Kalibo International Airport, Nalook, Mabilo, Briones | Allen's Mart                       |
| 4              | Белый и фиолетовый | Poblacion, Capitol Site, BLISS Site, ASU, Roxas Ave.Extension                    |                                    |

## Образование
Калибо является домом для колледжей и университетов: акланский католический колледж, акланский политехнический колледж, акланский государственный университет, Гарсия технологический колледж, северо-западный висайский колледж, панайский технологический колледж, колледж Святого Гавриила, калибский колледж STI.